# Évêque de Caithness

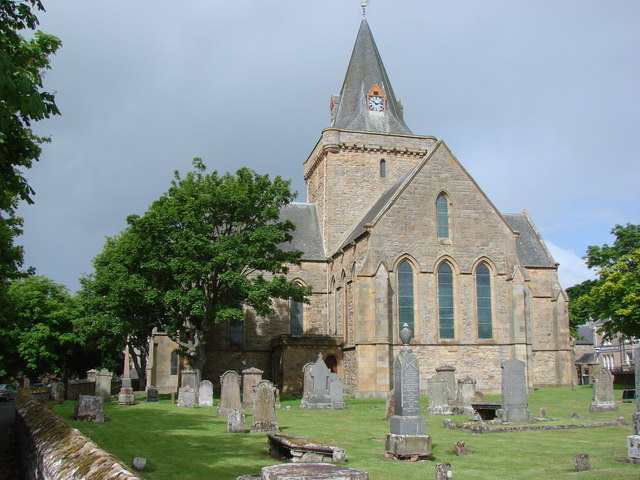
La cathédrale de Dornoch.

L'évêque de Caithness est le chef ecclésiastique du diocèse de Caithness, un des treize diocèses médiévaux du royaume d'Écosse.

## Histoire
Le premier évêque de Caithness connu est Andreas, un Gaël qui est évêque entre 1146 et 1151. Andreas passe une bonne partie de sa carrière hors de son siège. Il est possible que d’autres évêques l’aient précédés, mais aucune preuve n’est disponible. Le roi David Ier d’Écosse est connu pour avoir fondé plusieurs évêchés, et Caithness est peut-être l’un d’entre eux. Les premiers évêques résident à Halkirk, et ont un château à Scrabster.
L’évêque Gilbert de Moravia déplace le siège à Dornoch, dans le Sutherland actuel, et l’évêché demeure à la cathédrale de Dornoch pour le reste de son existence. Il est évêque pendant vingt-deux ans et décède en 1245, il est le dernier évêque canonisé avant la réforme anglicane.
L'évêché perd sa connexion avec Rome au cours de la réforme écossaise, mais existe toujours jusqu'à la révolution de 1688.

## Liste des évêques de Caithness

### Jusqu'à la Réforme
- (1147 x 1151) – 1184 : Aindréas
- (1184 x 1199) – 1202 : Jean (en)
- 1213-1222 : Adam de Melrose (en)
- (1222 x 1223) – 1245 : Gilbert de Moravia (en)
- (1246 x 1247) – 1255 : Guillaume
- 1263-1270 : Walter de Baltrodin
- 1272 x 1273 : Nicolas
- 1274 – (1275 x 1278) : Archibald Heroch
- 1278-1279 : Richard
- 1279-1282 : Hervey de Dundee
- 1282-1291 : Alan de St Edmund (en)
- 1296 : Adam de Darlington (en)
- 1296 – (1297 x 1304) : Andrew de Buchan (en)
- 1304 – (1321 x 1327) : Fearchar Belegaumbe
- 1328 – (1329 x 1341) : David
- 1341-1342 : Alan de Moravia
- 1342 – (1365 x 1369) : Thomas de Fingask
- 1369 – (1379 x 1380) : Maol Choluim de Drumbreck
- 1381-1412 : Alexander Man
- 1414-1422 : Alexander Vaus (en)
- 1422-1426 : John de Crannach (en)
- 1427 – 1445/1446 : Robert de Strathbrock
- 1446 – 1447/1448 : John Innes
- 1448-1477 : William Mudy
- 1478-1484 : Prosper Camogli de' Medici
- 1484 : John Sinclair
- 1501-1517 : Andrew Stewart
- 1517-1541 : Andrew Stewart (en)
- 1542-1586 : Robert Stewart (en)
- 1544-1548 : Alexander Gordon (en)

### Après la Réforme
- 1586-1587 : Robert Pont
- 1600-1604 : George Gledstanes (en)
- 1604-1616 : Alexander Forbes (en)
- 1616-1638 : John Abernethy
- 1638 : Robert Hamilton
- 1638-1660 : épiscopat aboli
- 1662-1680 : Patrick Forbes (en)
- 1680-1689 : Andrew Wood (en)